# 井田良
井田 良（いだ まこと、1956年2月9日 - ）は、日本の法学者。専門は刑法。学位は、Dr. iur.（ドイツ語版）（ケルン大学・1989年）。慶應義塾大学名誉教授。中央大学大学院法務研究科教授。

## 人物
東京都調布市出身。父は、映画監督の井田探。1989年、ドイツ・ケルン大学で最優等（summa cum laude）の成績で法学博士（Dr. iur.）の学位を取得。2009年、ドイツ・ザールラント大学から名誉博士称号を授与される。

## 略歴
- 1956年2月 - 東京都調布市生まれ
- 1971年3月 - 慶應義塾普通部卒業[4]
- 1974年3月 - 慶應義塾高等学校卒業[4]
- 1978年3月 - 慶應義塾大学法学部法律学科卒業[2][注 1]
- 1980年3月 - 慶應義塾大学大学院法学研究科博士前期課程修了[2]。指導教員は中谷瑾子[2]と宮澤浩一。
- 1980年10月 - ドイツ学術交流会奨学生としてエアランゲン＝ニュルンベルク大学に留学。指導教員にカール・ハインツ・ゲッセル[5]（1982年10月まで）。
- 1983年4月 - 慶應義塾大学法学部助手
- 1984年3月 - 慶應義塾大学大学院法学研究科博士後期課程単位取得退学[2]
- 1986年4月 - 慶應義塾大学法学部専任講師[2]
- 1987年4月 - 慶應義塾福澤基金奨学生としてケルン大学法学部に留学。指導教員にハンス・ヨアヒム・ヒルシュ[2]（1989年10月まで）。
- 1989年 - ケルン大学にて法学博士号取得[2][注 2]。
- 1990年4月 - 慶應義塾大学法学部助教授[2]
- 1995年4月 - 慶應義塾大学法学部教授[2]
- 2004年4月 - 慶應義塾大学大学院法務研究科教授[2]
- 2004年4月 - 慶應義塾志木高等学校校長を兼任（2006年3月まで）
- 2009年4月 - 慶應義塾大学常任理事（2013年3月まで）[2]
- 2013年11月 - チューリヒ大学客員教授[2]（2013年11月まで）
- 2014年11月 - パッサウ大学客員教授[2] （2014年11月まで）
- 2016年4月 - 慶應義塾大学名誉教授[6]
- 2016年4月 - 中央大学大学院法務研究科教授[2]
- 2017年11月 - 台湾國立政治大学客座教授（2017年12月まで）

学外の役職
- 司法修習委員会幹事（2003年 - ）
- 宗教法人審議会委員（2004年 - 2013年）・会長（2011年 - 2013年）
- 旧司法試験考査委員（2004年まで）[2]
- 新司法試験考査委員（2005年 - 2007年）
- 日本刑法学会理事（2002年 - ）・常務理事（2006年 - ）
- 日本学術会議会員（2005年 - 2014年）
- 法制審議会刑事法部会委員
- 法と教育学会理事（2013年 - ）[2]
- 第一東京弁護士会懲戒委員会委員（2013年 - ）[2]
- 国際刑法学会（AIDP）理事（2014年 - ）[2]
- フンボルト財団学術参与（2014年 - ）[2]
- 日本フンボルト協会常務理事（2014年 - ）[2]
- 大学基準協会大学評価委員会委員（2015年 - 2017年）[2]
- 日本臓器移植ネットワーク理事（2015年 - ）[2]

## 受賞歴
- 2006年 - フィリップ・フランツ・フォン・ジーボルト賞受賞[2]
- 2009年 - オイゲン・ウント・イルゼ・ザイボルト賞受賞[2]
- 2009年 - ザールラント大学名誉博士号[2]
- 2012年 - エアランゲン＝ニュルンベルク大学名誉博士号[2]
- 2015年 - ドイツ連邦共和国功労勲章功労十字小綬章受章[7]
- 2023年 - 紫綬褒章受章[8]

## 門下生
- 亀井源太郎（ゼミ出身者） 慶應義塾大学教授
- 佐藤拓磨 慶應義塾大学教授
- 照沼亮介 上智大学教授
- 内海朋子 横浜国立大学教授
- 大山徹 南山大学教授
- 南由介 日本大学教授
- 小名木明宏（ゼミ出身者）北海道大学教授
- 野村和彦 日本大学准教授
- 飯島暢 関西大学教授

## 著書
- 『外国刑事法文献集成3ドイツ全刑法学雑誌』（成文堂、1976年 - 1986年）（共編）
- 『自衛権再考』（知識社、1987年）（共著）
- 『犯罪論の現在と目的的行為論』（成文堂、1995年）
- 『CDレッスン刑法入門』（慶應義塾大学出版会、1995年）
- 『基礎から学ぶ刑事法』（有斐閣、1995年／第2版、2002年／第3版、2005年／第4版、2010年／第5版、2013年／第6版、2017年／第6版補訂版、2022年[9]）
- 『ケーススタディ刑法』（日本評論社、1997年／第2版、2004年／第3版、2011年／第4版、2015年／第5版、2019年）（共著）
- 『理論刑法学の最前線』（岩波書店、2001年）（共著）
- 『刑法各論』（弘文堂、2002年／第2版・2013年）
- 『刑法総論の理論構造』（成文堂、2005年）
- 『よくわかる刑法』（ミネルヴァ書房、2006年）（共著）
- 『理論刑法学の最前線II』（岩波書店、2006年）（共著）
- 『変革の時代における理論刑法学』（慶應義塾大学出版会、2007年）
- 『刑法事例演習教材』（有斐閣、2009年／第2版、2014年）
- 『刑法総論判例インデックス』（商事法務、2011年）（共編）
- 『入門刑法学・各論』（有斐閣、2013年／第2版、2018年）
- 『入門刑法学・総論』（有斐閣、2013年／第2版、2018年）
- 『刑法各論判例インデックス』（商事法務、2016年）（共編）
- 『講義刑法学・総論』（有斐閣、初版2008年／第2版、2018年）
- 『講義刑法学・各論』（有斐閣、初版2016年／第2版、2020年）